# Carrington Bridge

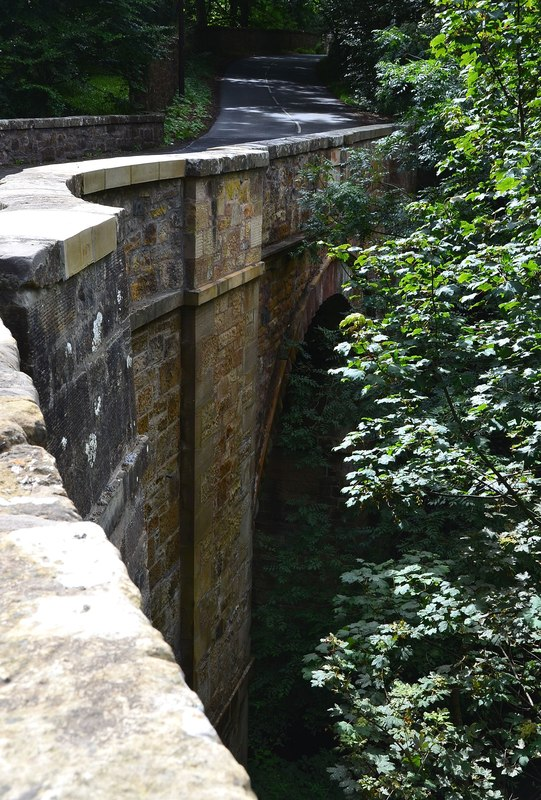
Carrington Bridge (2012)

Die Carrington Bridge ist eine Straßenbrücke nahe der schottischen Ortschaft Temple in der Council Area Midlothian. 1979 wurde die Brücke in die schottischen Denkmallisten in der Denkmalkategorie B aufgenommen.

## Beschreibung
Die Carrington Bridge wurde im frühen 19. Jahrhundert errichtet. Der Mauerwerksviadukt überspannt den Redside Burn kurz vor dessen Mündung in den South Esk mit einem ausgemauerten Rundbogen. Sein Mauerwerk besteht aus grob behauenem, gelbem Sandsteinbruch. Bei Ausbesserungsarbeiten wurde roter Ziegelstein verwendet.
Die Kämpfer des Bogens sind ornamentiert. Die Brüstungen bestehen aus Bruchstein mit behauenen Decksteinen. Ein Gesims auf Fahrbahnhöhe ist mit einem Zahnschnitt ausgestaltet. Zu beiden Seiten sind die Brüstungen mit flach gerundeten Austritten ausgeführt. Während eine eingelassene Tafel an der Südostseite unbeschriftet ist, zeigt eine ähnliche Tafel an der gegenüberliegenden Seite die Inschrift „CARRINGTON BRIDGE“.
Auf der Carrington Bridge quert eine untergeordnete Straße, die südlich von der B6372 abzweigt und über Carrington in Richtung Bonnyrigg führt, den Redside Burn. Die Zufahrten zur Brücke sind mit geschwungenen Brüstungen ausgeführt.